# David Seltenreich
David Seltenreich (* um 1540 in St. Joachimsthal; † Dezember 1614 ebenda) war ein böhmischer Bergmeister, Vize-Richter und Stadtvogt.

## Leben
David Seltenreich war der Sohn des 1548 zum Bürgermeister gewählten Andreas Seltenreich († 23. Februar 1572 in St. Joachimsthal) und der ihm am 7. April 1532 angetrauten Clara, Tochter des Bürgers und Fundgrübners in St. Joachimsthal, Benedix Kneuffel (Kneuffler). Er war zugleich Schichtmeister und stiftete für die Stadtkirche die Figur zum Begräbnis des Herrn.
Bereits 1568 erscheint Seltenreich als Schichtmeister. Laut Stadtchronik wurde er 1577 zum Stadtvogt ernannt und am 1. Februar 1590 als Nachfolger des Gabriel Kolb neuer Bergmeister. Noch im gleichen Jahr hatte man ihn auf Grund der „Leibsschwachheit“ des Richters Joachim Stumpf zum Vize-Richter gewählt. Im Jahre 1613 hatte Seltenreich, der neunzehn Jahre Mitglied des Ratsstuhls und zweiundzwanzig Jahre Bergmeister gewesen war, wegen seines hohen Alters um die Entlassung aus seinen Pflichten gebeten. Er ist dann „den letzten Dec. Anno 14. in Gott verschieden“. Einer seiner Brüder war der Stadtschreiber und Stadtchronist Johann Seltenreich. Dieser hatte am 16. Juni 1594 wegen seines Alters seinen Dienst quittiert.
Sein Schwiegersöhne waren der Pfarrer und Stadtchronist Jakob Schober sowie der Pfarrer Johann Rebentrost (getauft 8. August 1573 in Platten † 1660 in Drebach).

## Familie
David Seltenreich heiratete am 4. Oktober 1563 in St. Joachimsthal Catharina, Tochter des Hieronymus Schönfelder. Aus der Ehe gingen folgende Kinder hervor:
- Barbara (getauft 20. August 1564 in St. Joachimsthal)

- David (getauft 10. Februar 1566 in St. Joachimsthal)
- Severin (getauft 17. August 1567 in St. Joachimsthal)
- Katharina (getauft 11. September 1569 in St. Joachimsthal); ⚭ 9. Oktober 1588 in St. Joachimsthal Jakob Schober, Pfarrer
- Christina (getauft 1. Juli 1571 in St. Joachimsthal)
- Susanna (getauft 4. Oktober 1573 in St. Joachimsthal)
- David (getauft 11. August 1577 in St. Joachimsthal)
- Salome (getauft 20. August 1581 in St. Joachimsthal); ⚭ 1600 in St. Joachimsthal Johann Rebentrost, Pfarrer